# Fissuraspis ulmi
Fissuraspis ulmi är en insektsart som först beskrevs av Hoke 1927.  Fissuraspis ulmi ingår i släktet Fissuraspis och familjen pansarsköldlöss. Inga underarter finns listade i Catalogue of Life.